# Калгарі Стампід
Калгарі стампід англ. The Calgary Stampede) — один з найбільших ковбойських родео-фестивалів  у Північній Америці, який відбувається щороку у липні впродовж 10 днів.
Тема фестивалю: «Найкраще шоу Дикого Заходу на Землі» англ. The Greatest Wild West Show on Earth). 
Калгарі Стампід - міжнародний символ Калгарі. Професійна команда  канадського футболу — Калґарі Стампідерс названа на честь фестивалю.
Під час фестивалю відбувається парад, шоу на сцені, родео Дикого Заходу, танці індіанських племен, концерти і ярмарок.

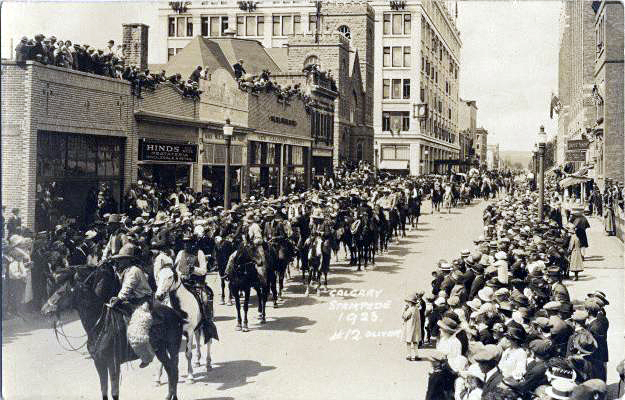
Парад у центрі Калгарі, 1923 р.

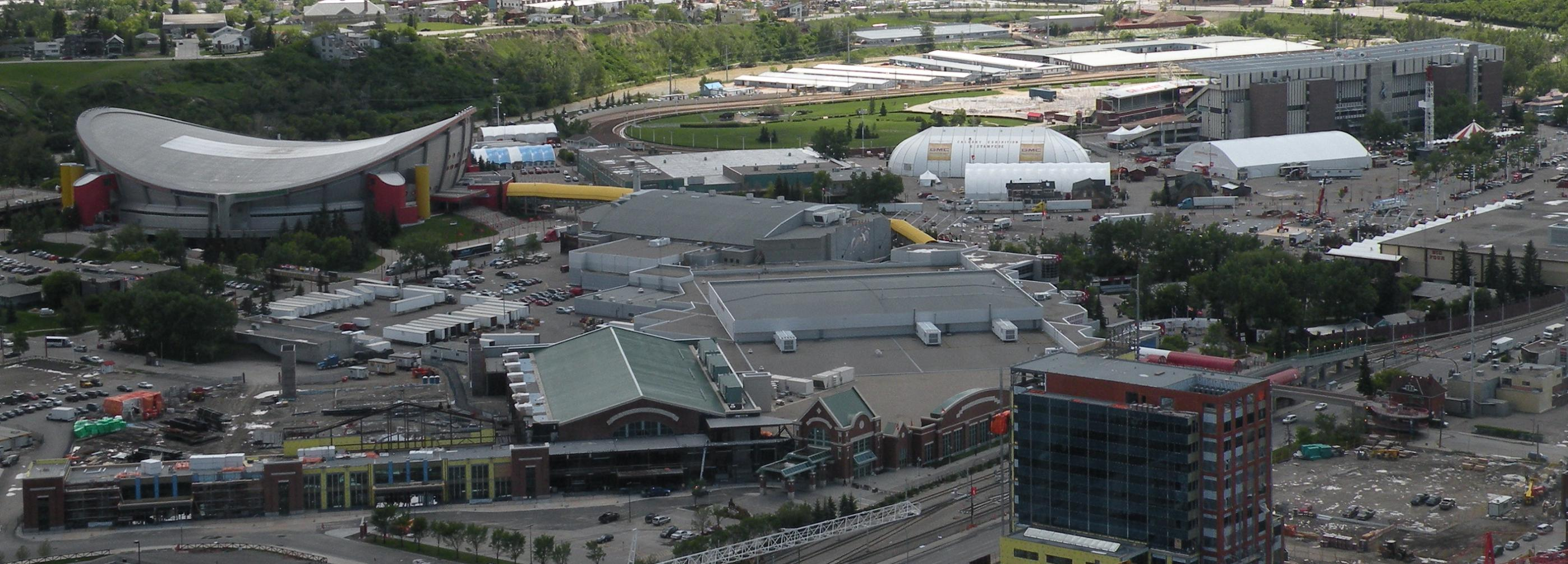
Калгарі Тампід, 2002 рік

## Історія
- 1884 - перший ярмарок  у Калгарі; було приблизно 2000 відвідувачів.
- 1889 - виділена земля для ярмарку над річкою Ельбо.
- 1895 - розпочалися фінансові проблеми ярмарку, місто Калгарі придбало землю, територію названо "Вікторія-парк".
- 1899 - перший сільськогосподарський  промисловий ярмарок.
- 1908 - будівництво шести павільйонів  і треку. Перше родео.
- 1923 - перше щорічне родео. Започатковано перегони на фургонах англ. Chuckwagon racing).
- 1925 - вийшов популярний німий фільм "Калгарі Стампід" (англ. The Calgary Stampede), який показували  у кінотетрах по всій Північній Америці.
- 2000 - новий рекорд: більше 1 мільйона відвідувачів на фестивалі.